# Pohlia plumella
Pohlia plumella là một loài rêu trong họ Bryaceae. Loài này được Müll. Hal. Broth. mô tả khoa học đầu tiên năm 1903.